# Pimelea treyvaudi
Pimelea treyvaudi är en tibastväxtart som beskrevs av F. Muell., Ewart och Rees. Pimelea treyvaudi ingår i släktet Pimelea och familjen tibastväxter. Inga underarter finns listade i Catalogue of Life.